# قاذف القنابل 79
قاذف القنابل إم 79 سلاح أحادي الطلقة (طلقة واحدة في كل مرة)، تطلق من على الكتف، استراحة للعمل قاذفة قنابل أن يطلق قنابل
46ملمتر×40، والذي يستخدم ما يسميه الجيش الأميركي في نظام الدفع الرفيع قليلة للحفاظ على الارتداد منخفضة القوات، وظهرت للمرة الأولى خلال حرب فيتنام. نظرًا لتقريرها المميز، فقد حصلت على ألقاب «المهدم» و «سلاح الهدم» و «بلوب تيوب» و «بيغ إدي» و «سلاح الفيل» و «بلوپير» بين الجنود الأمريكيين  «مدفع» في إشارة إلى حجم القنبلة اليدوية؛ يشار إلى الوحدات الأسترالية باسم «بندقية الومبات». يمكن لـ إم–79 إطلاق مجموعة متنوعة من قنابل ال40 ملم، بما في ذلك المتفجرات، المضادة للأفراد، الدخان، رصاص، المسمارية (مقذوفات الصلب وأشار مع ذيل ڤييند للطيران مستقر)، والإضاءة. ظلت إم_79 في الخدمة في العديد من الوحدات حول العالم في أدوار متخصصة.

## التاريخ
كانت إم–79 نتيجة لمشروع نيبلك التابع للجيش الأمريكي، وهي محاولة لزيادة القوة النارية للمشاة من خلال امتلاك قذيفة متفجرة أكثر دقة مع مدى أبعد من قنابل البندقية، ولكن أكثر قابلية للحمل من قذائف الهاون. أنشأ مشروع نيبلك الـ 40 إس 46 قنبلة يدوية، ولكن لم يكن قادرًا على إنشاء قاذفة مرضية يمكنها إطلاق أكثر من طلقة واحدة. كان أحد قاذفات سبرينفيلد آرموريهو «هارمونيكا» تي148 ثلاثي الطلقات (يجب عدم الخلط بينه وبين
إكس-إم_148 السفلي، لاحقًا)، التي شهدت بعض الإنتاج والإرسال المحدود في فيتنام، لكن المشاكل مع المجلة ذات الثلاث جولات حالت دون انتشارها على نطاق واسع قبول. كان التصميم الآخر عبارة عن سلاح مكشوف أحادي الطلقة، أطلق على الكتف، S-3. تم صقل هذا في إس_5، التي تشبه بندقية كبيرة الحجم ذات برميل واحد. غير قادر على حل المشاكل مع قاذفة T148 متعددة الطلقات، اعتمد الجيش
```
إس_5 كـ إكس-إم-79 مع نظرة جديدة، تم اعتماد 

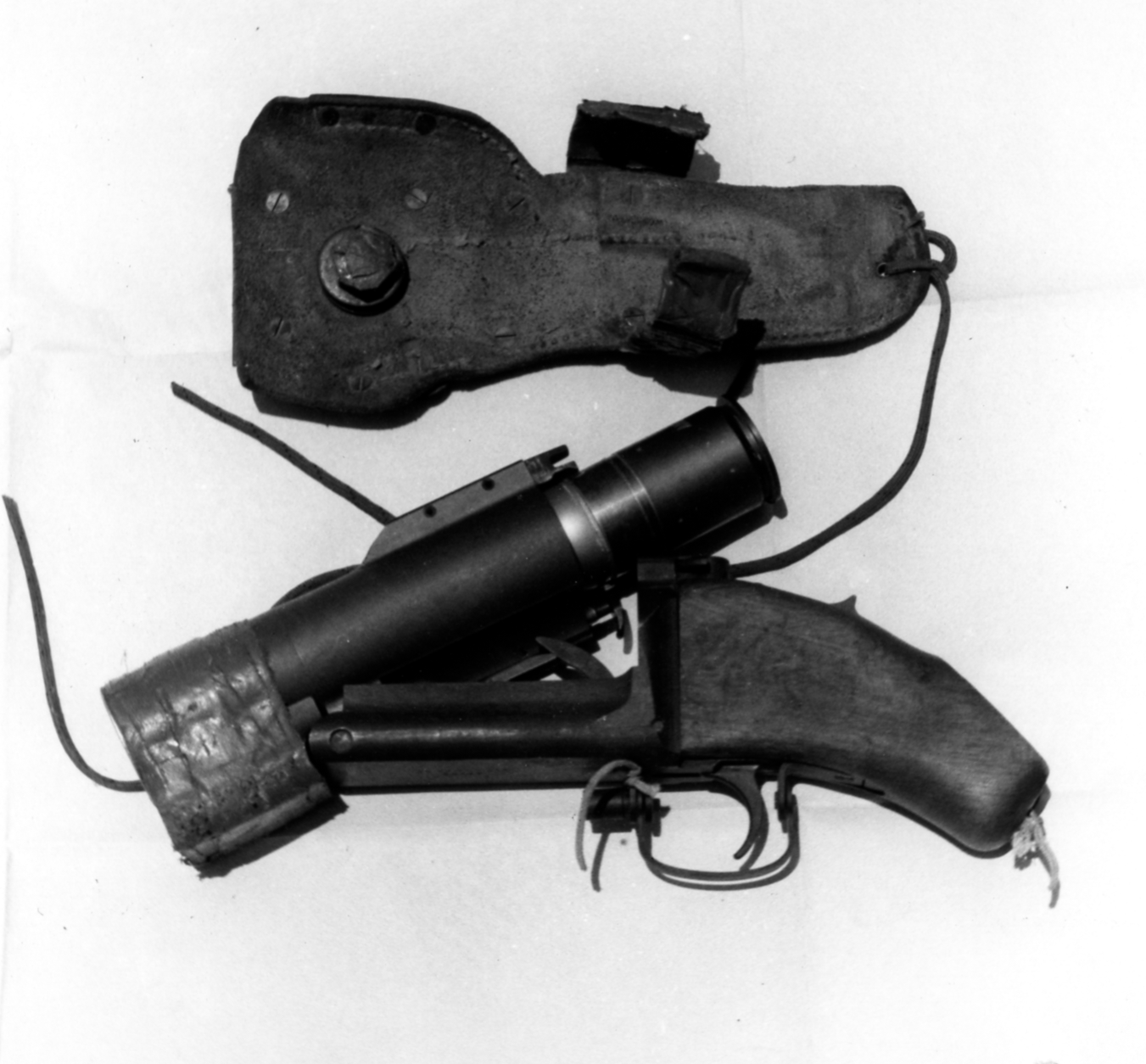
قطع M-79 التي استولى عليها مشاة البحرية في عام 1968

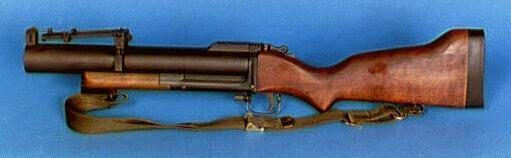
م 79

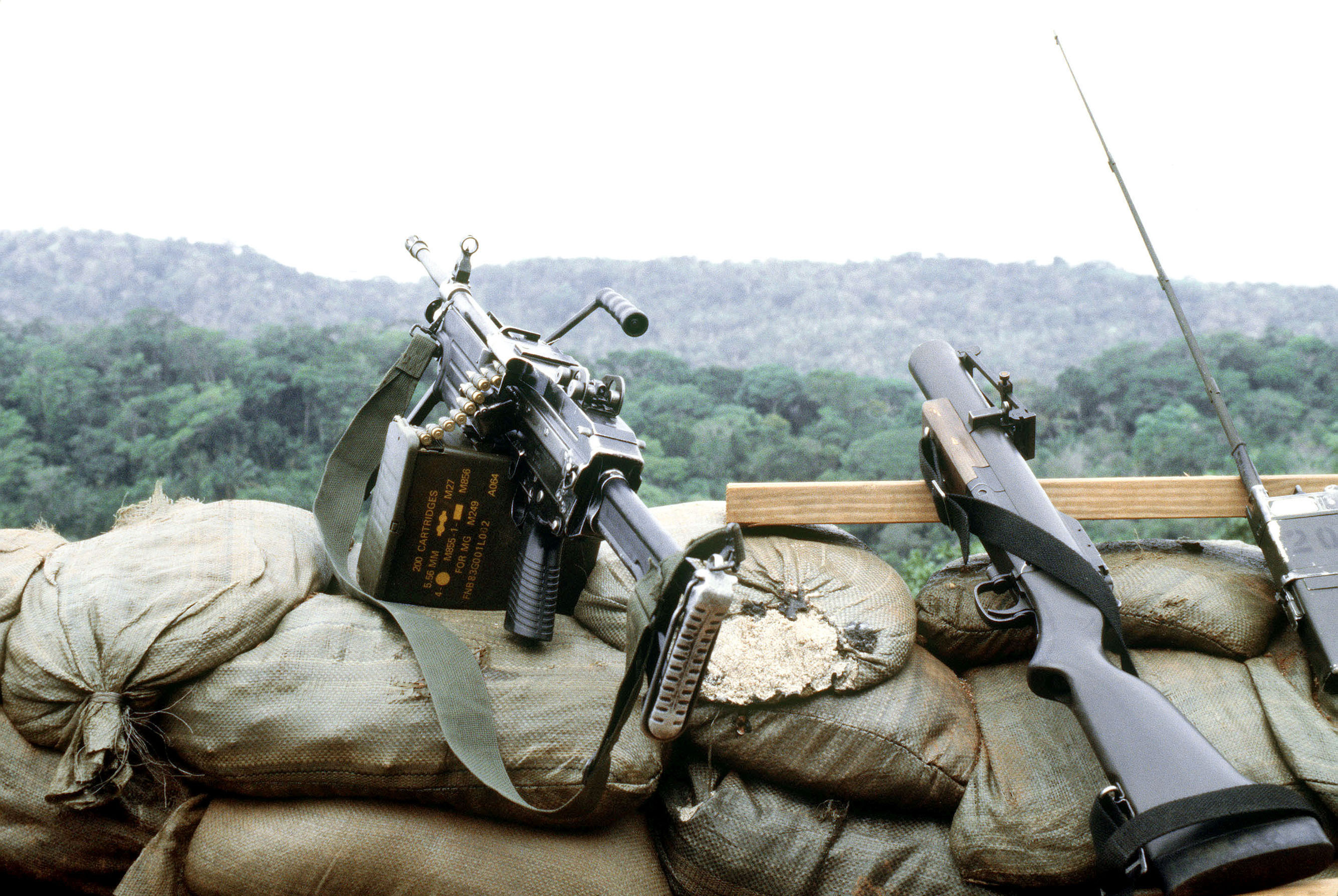
M79 (يمين) مع الحد الأدنى FN ، بنما ، يناير 1989

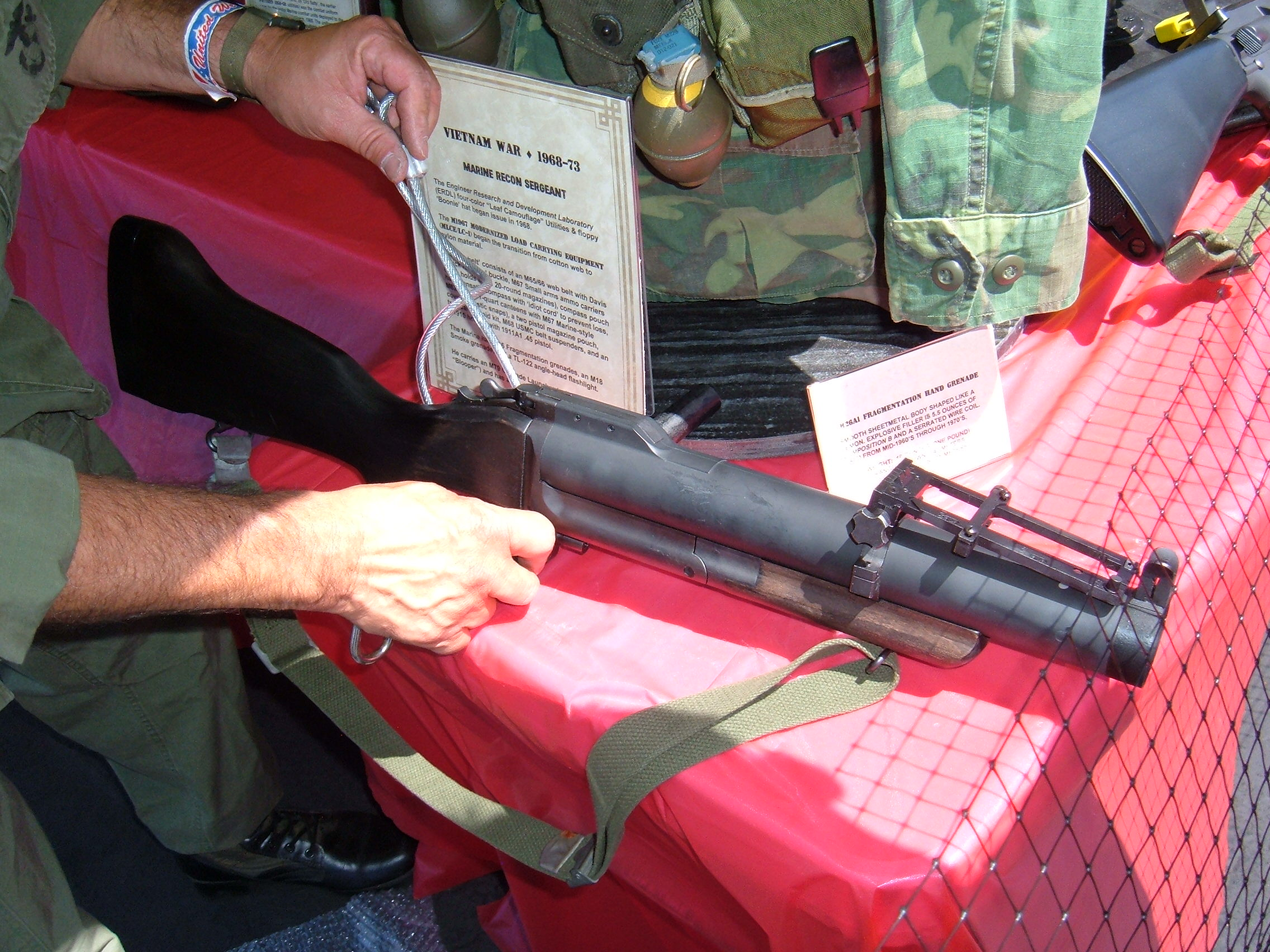
يتم إعداد M79 للعرض

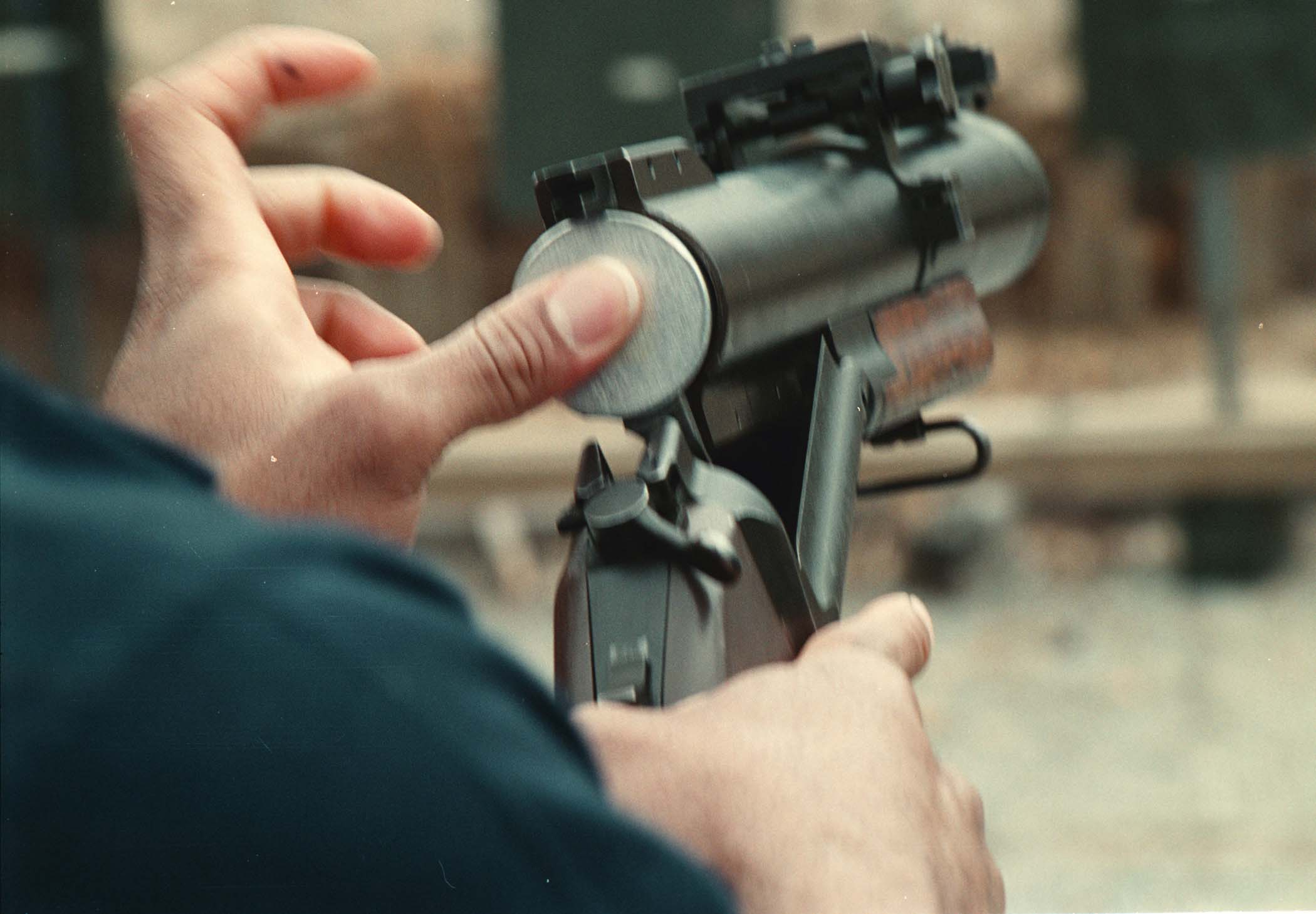
يتم تحميل جولة أقل فتكًا في M79

إكس-إم-79
 رسميًا باسم إم79 في 15 ديسمبر 1960.
[
4
]
```

## قائمة المراجع
- Pitta، Robert (27 مايو 1993). South African Special Forces. Osprey Publishing. ISBN:1855322943.{{استشهاد بكتاب}}:  صيانة الاستشهاد: التاريخ والسنة (link)

## روابط خارجية
- دليل غاري الأمريكي لأسلحة المشاة
- دليل ميداني للجيش الأمريكي 3-22.31 الملحق أ
- الفيلم القصير STAFF FILM REPORT 66-12A (1966) متوفر للتحميل من موقع أرشيف الإنترنت [المزيد]
- الفيلم القصير STAFF FILM REPORT 66-17A (1966) متوفر للتحميل من موقع أرشيف الإنترنت [المزيد]